# Madre de Deus
Madre de Deus là một đô thị thuộc bang Bahia, Brasil. Đô thị này có diện tích 11,141 km², dân số năm 2007 là 15432 người, mật độ 1385,1 người/km².